# Силлимановская лекция
Силлимановская лекция (англ. Silliman Lecture) — награда, присуждаемая Йельским университетом с 1901 года. Темы лекций посвящены естественным наукам (анатомия, астрономия, геология, химия и др.), истории и морали. Лауреат проводит цикл лекций, который затем публикуется издательством Йельского университета в виде книги
Некоторые выбранные комиссией Йельского университета лекторы отказались или не смогли прочитать курс лекций, в том числе Герман Эмиль Фишер, Эдуард Бухнер, Артур Стэнли Эддингтон, Альберт Эйнштейн, Альфред Фаулер, Джеймс Хопвуд Джинс, Чарльз Скотт Шеррингтон, Льюис Мэдисон Термен.

## Лауреаты
- 1903  Томсон, Джозеф Джон
- 1904  Шеррингтон, Чарльз Скотт
- 1905  Резерфорд, Эрнест
- 1906  Нернст, Вальтер Герман[3]
- 1907 Бэтсон, Уильям
- 1908 Пенк, Альбрехт
- 1909 Кэмпбелл, Уильям Уоллес
- 1910  Аррениус, Сванте Август
- 1911 Ферворн, Макс[4]
- 1913 Ослер, Уильям[5]
- 1913 Joseph Paxson Iddings
- 1914 Линдгрен, Вальдемар
- 1916 Холдейн, Джон Скотт[6]
- 1918 Edward Salisbury Dana, Charles Schuchert, Joseph Barrell, Richard Swann Lull, Horace L. Wells, Leigh Page, Wesley R. Coe[7]
- 1919 Адамар, Жак
- 1920 Кюмон, Франц
- 1920 Leo Frederick Rettger
- 1921 Пирке, Клеменс
- 1922  Крог, Август[8]
- 1923  Бор, Нильс
- 1924  Морган, Томас Хант
- 1925 Льюис, Гилберт Ньютон
- 1926 Ernest Clayton Andrews
- 1927 Lawrence Joseph Henderson
- 1930  Виланд, Генрих Отто
- 1931  Ричардсон, Оуэн Уилланс
- 1933 Дэли, Реджиналд Олдворт
- 1934  Шпеман, Ханс
- 1935 Хаббл, Эдвин Пауэлл
- 1936 D. M. S. Watson
- 1938 Albert Charles Chibnall
- 1939 Гольдшмидт, Рихард
- 1945  Лоуренс, Эрнест Орландо,  Полинг, Лайнус,  Бидл, Джордж Уэлс,  Стэнли, Уэнделл Мередит, Edmund Ware Sinnott, John Farquhar Fulton[9]
- 1946 Edwin Joseph Cohn
- 1947  Бидл, Джордж Уэлс
- 1948 Гаррисон, Росс
- 1949  Ферми, Энрико
- 1950  Юри, Гарольд Клейтон
- 1951 Hans Pettersson
- 1952  Кори, Карл Фердинанд, John R. Dunning, John Ray, Chauncey Guy Suits
- 1953  Гранит, Рагнар
- 1954 Kenneth W. Spence
- 1955 Нейман, Джон фон
- 1956  Сиборг, Гленн Теодор
- 1958 Добржанский, Феодосий Григорьевич
- 1959 William Walden Rubey
- 1960 Rene Jules Dubos
- 1962  Субраманьян Чандрасекар
- 1963 Лики, Луис;  Тодд, Александер Робертус
- 1964  Малликен, Роберт Сандерсон
- 1965 William Albert Hugh Rushton
- 1966 Denys Haigh Wilkinson
- 1966 Lectures on the Centennial of the Peabody Museum
- 1967 Броновски, Джейкоб
- 1968  Ледерберг, Джошуа
- 1969 Bishop, et al
- 1974 Stephen Kuffler
- 1975  Жакоб, Франсуа
- 1976 Allan V. Cox
- 1977  Вайнберг, Стивен
- 1977 Спитцер, Лайман
- 1978  Корнберг, Артур
- 1979 Anne McLaren
- 1980  Хоффман, Роалд;  Даниел Гайдузек
- 1981 George Wetherill
- 1982 David Pilbeam
- 1983 Торн, Кип Стивен
- 1984  Клуг, Аарон
- 1985  Кори, Элайас Джеймс
- 1986  Кандел, Эрик
- 1989  Нюсляйн-Фольхард, Кристиана
- 1989 Гельфанд, Израиль Моисеевич
- 1992 D. Allan Bromley[англ.]
- 1994 Пиблс, Джим
- 1995 Хопфилд, Джон
- 1996 Шумейкер, Юджин[10]
- 1998 Жен, Пьер Жиль де
- 1998 Карплус, Мартин
- 2001  Чек, Томас Роберт, Кавалли-Сфорца, Луиджи Лука, Gerald J. Wasserburg[англ.], J. William Schopf[англ.], Мив Лики, John Allman[англ.]
- 2002 Андерсон, Джеймс Гилберт[11]
- 2012 Фабер, Сандра[12]
- 2013 Mahzarin Banaji[англ.][13]
- 2014 Маккензи, Дэн
- 2016 Элли, Ричард
- 2017 Ричардс-Кортум, Ребекка
- 2018 Райх, Дэвид